# Mosteiro (Oleiros)
Mosteiro es una freguesia portuguesa del concelho de Oleiros, con 17,17 km² de superficie y  habitantes (2001). Su densidad de población es de 24,6 hab/km².